# Unités Spatiales de Fonctionnement
L'Unité Spatiale de Fonctionnement est un espace géographique d'identification sociale avec un ensemble de liens, de relations, de flux de biens et de services, etc., et avec la présence d'un centre fonctionnel qui organise et polarise cet espace autour de lui. Les unités spatiales de fonctionnement ont pour caractéristique principale que les habitants sont organisés et attirés vers un même centre avec une certaine hiérarchie fonctionnelle. La polarisation exercée par ce centre peut être de type commercial, routier, de transport, culturel, de services de base, administratif, financier, etc.
Les centres peuplés des municipalités présentent des caractéristiques particulières d'organisation, de spécialisation et de fonctionnalité qui découlent directement de l'offre environnementale et de sa répartition, de la localisation géographique et de l'influence exercée par leur chef-lieu municipal. De plus, au sein de chaque unité se trouvent des chemins qui remplissent des fonctions similaires à celles des centres peuplés et qui peuvent même leur faire concurrence.
L'Institut Géographique Agustin Codazzi a promu la création des Unités Spatiales de Fonctionnement afin que les municipalités élargissent le critère de structurer l'analyse territoriale, ce qui devrait aboutir à l'orientation des infrastructures routières pour la prestation de services entre elles : écoles, centres de santé, sous-stations de police, correctionnalités ou mairies locales ; orienter également la délimitation des Corregimientos ou Communes.
L'exemple le plus connu à l'échelle nationale est les "UPL" (Unités de Planification Locale) à Bogota ; dans d'autres villes colombiennes, on les appellerait ainsi : à Santiago de Cali "Unités de Planification Urbaine (UPU)", à Carthagène des Indes "Unités Communales de Gouvernement (UCG)" et à Barranquilla "Pièces Urbaines".

## Unités de Planification Locale
Dans le Plan d'Aménagement du Territoire (POT) de Bogotá 2022-2035, les UPZ ont été remplacées par des Unités de Planification Locale qui, en fonction de leur démographie (chacune comptant moins de 500 000 habitants), ainsi que de divers facteurs, tels que des aspects identitaires et patrimoniaux, des similitudes socio-économiques et la distance de Manhattan pour évaluer la proximité de deux points, ont été créées.
La distribution de ces figures territoriales a été réalisée dans sept secteurs de la manière suivante :
| Secteur                 | Unités de Planification Locale (UPL)                                                   |
| ----------------------- | -------------------------------------------------------------------------------------- |
| Centre Amplié o Santafé | Centro Histórico, Teusaquillo, Restrepo, Puente Aranda, Barrios Unidos y Chapinero.    |
| Nord                    | Britalia, Toberín, Usaquén, Niza y Torca.                                              |
| Nord-Ouest              | Suba, Rincón de Suba y Tibabuyes.                                                      |
| Occident                | Fontibón, Engativá, Tabora y Salitre.                                                  |
| Sur l'occident          | Bosa, Tintal, Kennedy, Patio Bonito, Edén y Porvenir.                                  |
| Sur l'orient            | Arborizadora, Lucero, Tunjuelito, Rafael Uribe Uribe, Usme Entrenubes y San Cristóbal. |
| Rural                   | Sumapaz, Cuenca del Tunjuelo y Cerros Orientales.                                      |